# Saint-Maurice (Nièvre)
Pour les articles homonymes, voir Saint-Maurice.
Saint-Maurice est une commune française située dans le département de la Nièvre, en région Bourgogne-Franche-Comté.

## Géographie

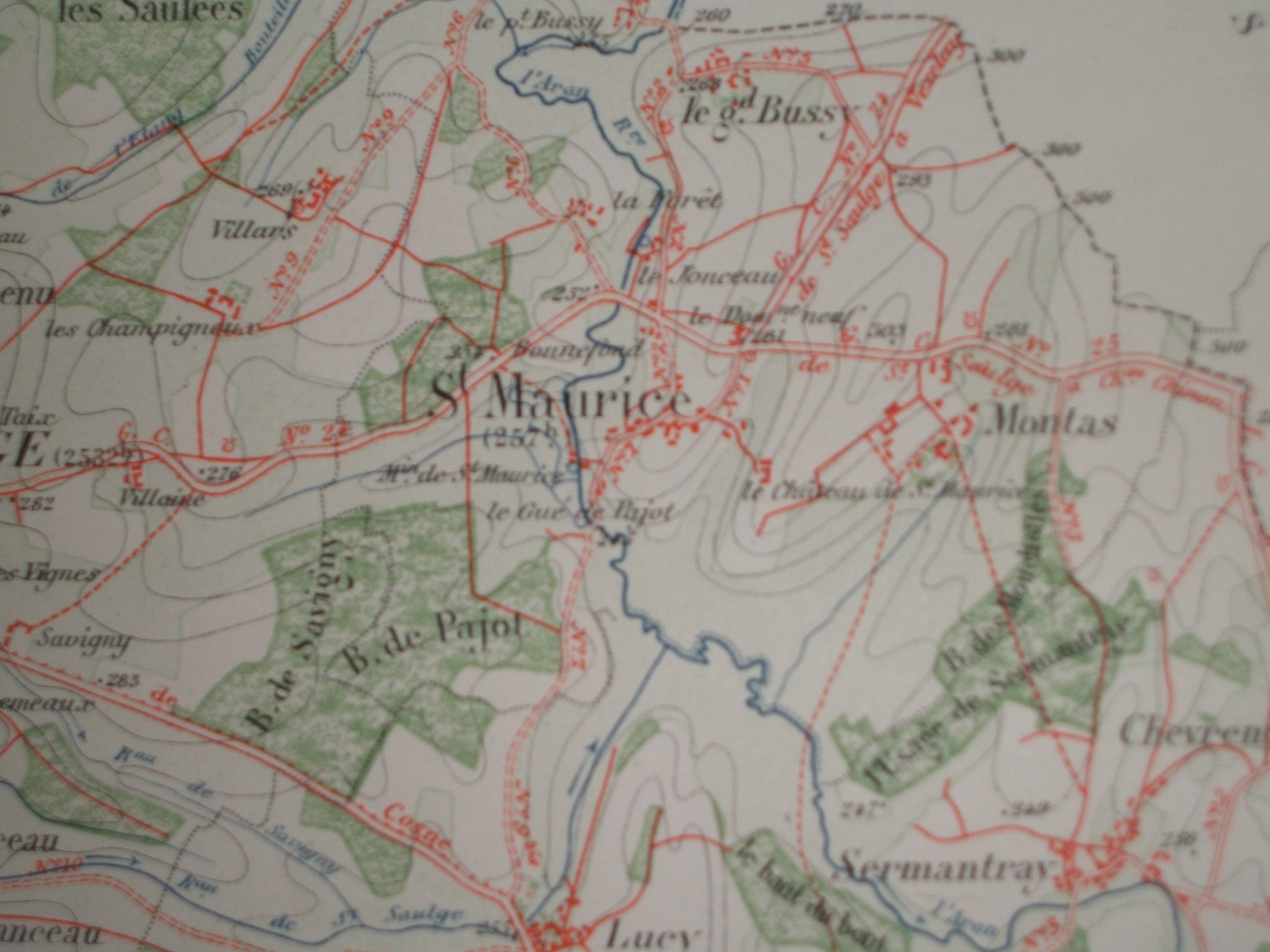
Carte de Saint-Maurice de 1878.

Saint-Maurice, ou Saint-Maurice-sur-Aron, est située à la limite du Bazois, plateau calcaire relativement fertile, et du horst de Saint-Saulge, collines granitiques bordant les communes de Saint-Saulge et Crux-la-Ville.
La plus grande partie de la commune est basée sur une colline allongée plongeant sur l'Aron (rivière prenant sa source à Crux-la-Ville et se jetant dans la Loire à Decize).
Elle est composée du bourg comprenant une quinzaine de maisons, d'une place comprenant mairie, salle des fêtes et église, et de plusieurs hameaux : le Jonceau, la Forêt, Bonnefonds, Vieux Château, Grand Bussy, Petit Bussy, le Préhaut, le Domaine neuf, le Corbier, Montat, Château de Montat et la Queue de l'étang.

### Climat
Pour des articles plus généraux, voir Climat de la Bourgogne-Franche-Comté et Climat de la Nièvre.
En 2010, le climat de la commune est de type climat océanique dégradé des plaines du Centre et du Nord, selon une étude du Centre national de la recherche scientifique s'appuyant sur une série de données couvrant la période 1971-2000. En 2020, Météo-France publie une typologie des climats de la France métropolitaine dans laquelle la commune est exposée à un climat océanique altéré et est dans la région climatique  Centre et contreforts nord du Massif Central, caractérisée par un air sec en été et un bon ensoleillement. 
Pour la période 1971-2000, la température annuelle moyenne est de 10,8 °C, avec une amplitude thermique annuelle de 16,1 °C. Le cumul annuel moyen de précipitations est de 905 mm, avec 12,9 jours de précipitations en janvier et 8,3 jours en juillet. Pour la période 1991-2020, la température moyenne annuelle observée sur la station météorologique de Météo-France la plus proche, « Premery », sur la commune de Prémery à 20 km à vol d'oiseau, est de 11,1 °C et le cumul annuel moyen de précipitations est de 911,1 mm. 
La température maximale relevée sur cette station est de 40,5 °C, atteinte le 11 août 2003 ; la température minimale est de −15,1 °C, atteinte le 26 janvier 2007,,. 
Les paramètres climatiques de la commune ont été estimés pour le milieu du siècle (2041-2070) selon différents scénarios d'émission de gaz à effet de serre à partir des nouvelles projections climatiques de référence DRIAS-2020. Ils sont consultables sur un site dédié publié par Météo-France en novembre 2022.

## Urbanisme

### Typologie
Au 1er janvier 2024, Saint-Maurice est catégorisée commune rurale à habitat très dispersé, selon la nouvelle grille communale de densité à sept niveaux définie par l'Insee en 2022.
Elle est située hors unité urbaine et hors attraction des villes,.

### Occupation des sols
L'occupation des sols de la commune, telle qu'elle ressort de la base de données européenne d’occupation biophysique des sols Corine Land Cover (CLC), est marquée par l'importance des territoires agricoles (88,8 % en 2018), une proportion identique à celle de 1990 (88,8 %). La répartition détaillée en 2018 est la suivante : prairies (63,8 %), terres arables (24,9 %), forêts (11,2 %). L'évolution de l’occupation des sols de la commune et de ses infrastructures peut être observée sur les différentes représentations cartographiques du territoire : la carte de Cassini (XVIIIe siècle), la carte d'état-major (1820-1866) et les cartes ou photos aériennes de l'IGN pour la période actuelle (1950 à aujourd'hui).

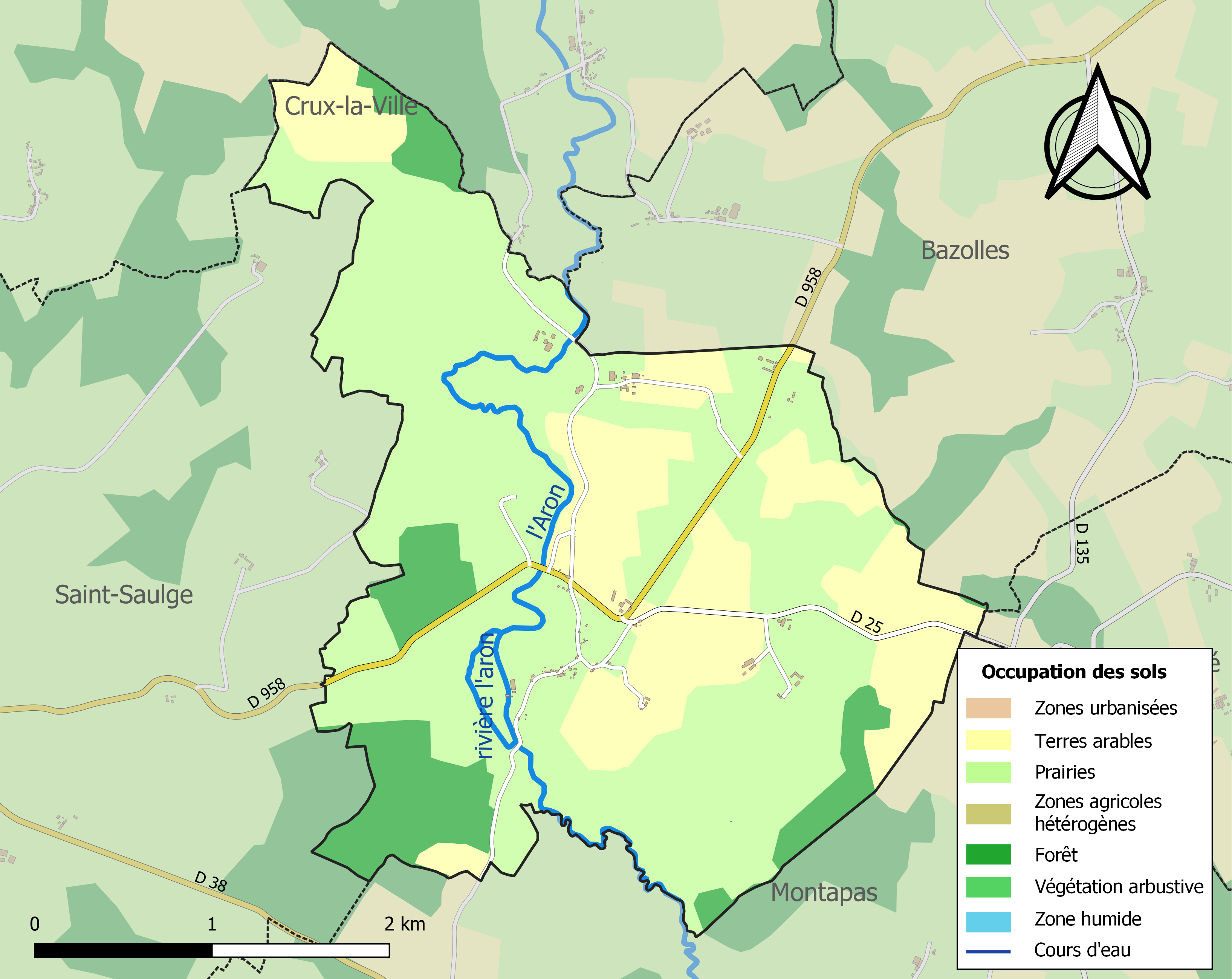
Carte des infrastructures et de l'occupation des sols de la commune en 2018 (CLC).

## Histoire
La paroisse s'appelait autrefois Saint-Maurice-les-Saint-Saulge.
En 1161, Bernard de Saint-Saulge, évêque de Nevers, énumère dans ses lettres adressées à Bernard II, moine et abbé de l'abbaye de Saint-Martin d'Autun que l'église de Saint-Maurice-les-Saint-Saulge, « Ecclesiam Saint Mauricio » appartient à son abbaye. En 1164, le pape Alexandre III, réfugié en France, confirme par une bulle cette possession.
Au cours de la période révolutionnaire de la Convention nationale (1792-1795), la commune porta provisoirement le nom de Maurice-les-Fontaines.

## Politique et administration
| Période                                  | Période   | Identité               | Étiquette | Qualité              |
| ---------------------------------------- | --------- | ---------------------- | --------- | -------------------- |
| mars 2014                                | En cours  | Bernadette Larivé      |           |                      |
| mars 2008                                | mars 2014 | Roger Larivé           |           | Agriculteur retraité |
| vers 1810                                |           | Louis-Joseph de Thoury |           |                      |
| Les données manquantes sont à compléter. |           |                        |           |                      |

## Démographie
L'évolution du nombre d'habitants est connue à travers les recensements de la population effectués dans la commune depuis 1793. Pour les communes de moins de 10 000 habitants, une enquête de recensement portant sur toute la population est réalisée tous les cinq ans, les populations de référence des années intermédiaires étant quant à elles estimées par interpolation ou extrapolation. Pour la commune, le premier recensement exhaustif entrant dans le cadre du nouveau dispositif a été réalisé en 2007.

En 2022, la commune comptait 54 habitants, en évolution de −8,47 % par rapport à 2016 (Nièvre : −3,28 %, France hors Mayotte : +2,11 %).
| 1793 | 1800 | 1806 | 1821 | 1831 | 1836 | 1841 | 1846 | 1851 |
| ---- | ---- | ---- | ---- | ---- | ---- | ---- | ---- | ---- |
| 246  | 198  | 188  | 184  | 233  | 221  | 236  | 247  | 233  |

| 1856 | 1861 | 1866 | 1872 | 1876 | 1881 | 1886 | 1891 | 1896 |
| ---- | ---- | ---- | ---- | ---- | ---- | ---- | ---- | ---- |
| 257  | 231  | 234  | 248  | 257  | 240  | 247  | 247  | 253  |

| 1901 | 1906 | 1911 | 1921 | 1926 | 1931 | 1936 | 1946 | 1954 |
| ---- | ---- | ---- | ---- | ---- | ---- | ---- | ---- | ---- |
| 213  | 189  | 173  | 156  | 170  | 163  | 165  | 149  | 134  |

| 1962 | 1968 | 1975 | 1982 | 1990 | 1999 | 2006 | 2007 | 2012 |
| ---- | ---- | ---- | ---- | ---- | ---- | ---- | ---- | ---- |
| 109  | 104  | 103  | 77   | 52   | 53   | 59   | 60   | 55   |

| 2017 | 2022 | - | - | - | - | - | - | - |
| ---- | ---- | - | - | - | - | - | - | - |
| 62   | 54   | - | - | - | - | - | - | - |

## Culture locale et patrimoine

### Lieux et monuments
La commune possède une petite église de style néoroman, assez récente puisque sa construction date de 1865.